# Auferstehung (1927)
Auferstehung ist ein US-amerikanisches Stummfilmdrama aus dem Jahr 1927 von Edwin Carewe mit Rod La Rocque und Dolores del Río in den Hauptrollen. Der Film wurde von United Artists in den Verleih gebracht und basiert auf dem Roman Auferstehung von Lew Tolstoi.

## Handlung
Prinz Dimitri Nechljudow kommt aus St. Petersburg, um den Sommer in einem ländlichen Bezirk zu verbringen. Er verliebt sich in Katjuscha Maslowa, ein verwaistes Bauernmädchen, das für seine Verwandten arbeitet. Als Dimitri mit seinem Regiment zur türkisch-russischen Front beordert wird, biwakiert das Regiment in der Nähe des Dorfes. Katjuscha gibt sich heimlich Dimitris Leidenschaft hin und wird schwanger.
Die Geburt der unehelichen Tochter führt dazu, dass Katjuscha von ihrer Tante Sofia verstoßen wird. Das Baby stirbt, Katjuscha entschließt sich als Prostituierte zu arbeiten. Sie wird wegen Raubmordes an einem Kaufmann inhaftiert. Dimitri, der bei ihrem Prozess vor die Jury geladen wird, ist sich seiner Verantwortung bewusst und willigt ein, sie zu heiraten. Obwohl an dem Verbrechen unschuldig, wird Katjuscha nach Sibirien verbannt. Obwohl sie Dimitri liebt, weigert sie sich, seine Frau zu werden und geht in die Verbannung.

## Hintergrund
Gedreht wurde der Film vom September 1926 bis zum Januar 1927.
Während seiner Recherchen zu dem Film unterhielt sich Produzent und Regisseur Edwin Carewe mit Vertretern der Sowjetregierung und mit Graf Ilja Tolstoi, dem Sohn des Schriftstellers. Graf Tolstoi wurde engagiert, als Co-Autor an der Produktion mitzuarbeiten und den Roman für ein Drehbuch zu adaptieren. Im September 1926 wurde berichtet, dass die Dreharbeiten in den Clune Studios in Hollywood stattfinden würden. Am 24. September 1926 wurde bekannt gegeben, dass Carewe und Tolstoi die Adaption abgeschlossen hatten und die Produktion begonnen hatte.
Die sibirischen Szenen sollten im kalifornischen Truckee, ca. 270 Kilometer nördlich von Hollywood gedreht werden. Die Filmcrew sollte dort auch während der Weihnachtsferien arbeiten. Im Januar 1927 waren die Dreharbeiten abgeschlossen.
Regisseur Carewe gab seiner Tochter Rita Carewe eine Rolle in dem Film, die jedoch im Abspann nicht  aufgeführt wurde. Laut einem Artikel im Januar 1927 bot Carewe der Königin von Rumänien Marie eine eintägige Rolle als russische Zarin an, doch sie lehnte ab. Der ehemalige zaristische Offizier Generalmajor Michail N. Pleschkow wurde als militärischer Berater verpflichtet.
Im Februar 1927 wurde berichtet, dass Carewe Metro-Goldwyn-Mayer 50.000 Dollar (2024: über 870.000 Dollar) gezahlt habe, um Rod La Rocque für den Film auszuleihen. Die Gebühr deckte einen vertraglich vereinbarten Zeitraum ab, dessen Überschreitung zu Nachzahlungen führen würde.
1931 inszenierte Carewe für Universal Pictures ein Tonfilmremake dieses Stoffes.
Da keine Kopien der zehn Filmrollen existieren, gilt der Film als verschollen.

## Veröffentlichung
Die Premiere des Films fand am 15. Mai 1927 in New York statt. Noch im selben Jahr kam er im Deutschen Reich in die Kinos.